# Alhaurín de la Torre
Alhaurín de la Torre es un municipio español de la provincia de Málaga, en la comunidad autónoma de Andalucía. Está situado a 18 km de la capital provincial, en la comarca del Valle del Guadalhorce y a su vez dentro del área metropolitana de Málaga y del partido judicial n.º 3.
El término municipal ocupa una superficie de 82,7 km² entre la sierra de Mijas y la hoya de Málaga, y está atravesado por el río Guadalhorce. Es el municipio más poblado de la comarca del Guadalhorce y el segundo del interior de la provincia, con una población de 44 057 habitantes (INE 2024). Alhaurín de la Torre experimentó un notable ascenso de población en la década de 1990 debido a la expansión del área metropolitana de Málaga. La densidad de población es de 487,85 hab./km².
Desde 1991 es la sede de la prisión provincial de Málaga, situada en las afueras de la localidad, que en la actualidad es una de las más conocidas de España, por alojar a inculpados de algunos casos de especial repercusión social, como el caso Malaya, entre otros.

## Toponimia

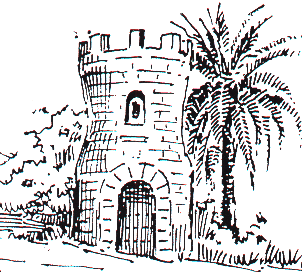
El nombre de "Alhaurín" procede del árabe

El nombre Alhaurín es de origen árabe. Sobre la etimología de este nombre existen dos teorías diferentes. La primera, quizás poética, afirma que significa «Jardín de Alá», mientras que la otra, publicada por el investigador José Baquero Luque recogiendo teorías de distintos arabistas, afirma que el nombre de Alhaurín nada tiene que ver con el de Lauro que argumentó Merssemann en el siglo XX, y corresponde a una tribu de origen bereber que habitó la comarca durante la Edad Media, los Hawara, cuyos miembros eran conocidos como al-hawariyyin.
Durante el reino nazarí de Granada fue Laulín o Alaolín según aparece en los repartos tras la conquista de Málaga en 1487. En el siglo XVI los documentos conservados la citan como Alhaurinejo, que significa el «Alhaurín pequeño», para distinguirla de Alhaurín el Grande, que aparecía simplemente como Alhaurín.
Según un padrón de vecinos realizado en 1647 y que se conserva en el Archivo de Simancas, ya aparece con el nombre oficial de Alhaurín de la Torre, aunque el topónimo popular de Alhaurinejo ha subsistido hasta el siglo XX.

## Geografía
El término municipal se asienta entre la sierra de Mijas, formación montañosa cubierta de pinos y encinas y perteneciente a la cordillera Penibética, y la hoya de Málaga, depresión aluvial formada por el río Guadalhorce, que riega toda la comarca y que está ocupada por numerosas huertas de cultivo. El pico más alto de Alhaurín de la Torre es el monte Jabalcuza en la sierra de Mijas, aunque también destacan otros como Jarapalo.
Alhaurín de la Torre se encuentra ubicado a unos 99 m sobre el nivel del mar. Limita con los municipios de Málaga al este, Cártama al norte, Torremolinos al sureste, Mijas al suroeste, Benalmádena al sur y Alhaurín el Grande al oeste.
| Noroeste: Cártama         | Norte: Cártama   | Noreste: Málaga (Campanillas)        |
| Oeste: Alhaurín el Grande |                  | Este: Málaga (distrito de Churriana) |
| Suroeste Mijas            | Sur: Benalmádena | Sureste: Torremolinos                |

### Hidrografía
La hidrografía de Alhaurín de la Torre es escasa en cuanto a afluencias fluviales. Cabe citar el paso del río Guadalhorce por el municipio junto con numerosos arroyos, en su mayoría desviados, secos o con muy poca afluencia. El más destacado de ellos es el arroyo El Valle. Lo más destacable es el agua que suelen dejar algunas lluvias torrenciales en invierno, primavera u otoño. Alhaurín de la Torre, es uno de los municipios que pertenece a la Cuenca Mediterránea Andaluza.

### Clima
El clima de Alhaurín es de tipo mediterráneo, con veranos calurosos e inviernos suaves sin nevadas, excepto algunas veces en la sierra. Las temperaturas son benignas, con 18,0 °C de media y más de 320 días de sol al año (2920 horas/sol al año de media). Algún verano, se han llegado a superar los 40 °C en varias ocasiones. Las precipitaciones suelen ser escasas pero torrenciales, con una media de 550 l/m².
| Parámetros climáticos promedio de Alhaurín de la Torre - Aeropuerto de Málaga | Parámetros climáticos promedio de Alhaurín de la Torre - Aeropuerto de Málaga | Parámetros climáticos promedio de Alhaurín de la Torre - Aeropuerto de Málaga | Parámetros climáticos promedio de Alhaurín de la Torre - Aeropuerto de Málaga | Parámetros climáticos promedio de Alhaurín de la Torre - Aeropuerto de Málaga | Parámetros climáticos promedio de Alhaurín de la Torre - Aeropuerto de Málaga | Parámetros climáticos promedio de Alhaurín de la Torre - Aeropuerto de Málaga | Parámetros climáticos promedio de Alhaurín de la Torre - Aeropuerto de Málaga | Parámetros climáticos promedio de Alhaurín de la Torre - Aeropuerto de Málaga | Parámetros climáticos promedio de Alhaurín de la Torre - Aeropuerto de Málaga | Parámetros climáticos promedio de Alhaurín de la Torre - Aeropuerto de Málaga | Parámetros climáticos promedio de Alhaurín de la Torre - Aeropuerto de Málaga | Parámetros climáticos promedio de Alhaurín de la Torre - Aeropuerto de Málaga | Parámetros climáticos promedio de Alhaurín de la Torre - Aeropuerto de Málaga |
| Mes                                                                           | Ene.                                                                          | Feb.                                                                          | Mar.                                                                          | Abr.                                                                          | May.                                                                          | Jun.                                                                          | Jul.                                                                          | Ago.                                                                          | Sep.                                                                          | Oct.                                                                          | Nov.                                                                          | Dic.                                                                          | Anual                                                                         |
| ----------------------------------------------------------------------------- | ----------------------------------------------------------------------------- | ----------------------------------------------------------------------------- | ----------------------------------------------------------------------------- | ----------------------------------------------------------------------------- | ----------------------------------------------------------------------------- | ----------------------------------------------------------------------------- | ----------------------------------------------------------------------------- | ----------------------------------------------------------------------------- | ----------------------------------------------------------------------------- | ----------------------------------------------------------------------------- | ----------------------------------------------------------------------------- | ----------------------------------------------------------------------------- | ----------------------------------------------------------------------------- |
| Temp. máx. media (°C)                                                         | 16.6                                                                          | 17.7                                                                          | 19.1                                                                          | 20.9                                                                          | 23.8                                                                          | 27.3                                                                          | 29.9                                                                          | 30.3                                                                          | 27.9                                                                          | 23.7                                                                          | 19.9                                                                          | 17.4                                                                          | 22.9                                                                          |
| Temp. media (°C)                                                              | 12                                                                            | 12.8                                                                          | 14                                                                            | 15.6                                                                          | 18.6                                                                          | 22.2                                                                          | 24.8                                                                          | 25.4                                                                          | 23                                                                            | 19                                                                            | 15.3                                                                          | 12.9                                                                          | 18                                                                            |
| Temp. mín. media (°C)                                                         | 7.3                                                                           | 7.9                                                                           | 9                                                                             | 10.4                                                                          | 13.4                                                                          | 17.1                                                                          | 19.7                                                                          | 20.5                                                                          | 18.2                                                                          | 14.3                                                                          | 10.8                                                                          | 8.4                                                                           | 13.1                                                                          |
| Precipitación total (mm)                                                      | 81                                                                            | 55                                                                            | 49                                                                            | 41                                                                            | 25                                                                            | 12                                                                            | 2                                                                             | 6                                                                             | 16                                                                            | 56                                                                            | 95                                                                            | 88                                                                            | 526                                                                           |
| Días de precipitaciones (≥ 1 mm)                                              | 8                                                                             | 6                                                                             | 6                                                                             | 7                                                                             | 5                                                                             | 2                                                                             | 1                                                                             | 1                                                                             | 2                                                                             | 6                                                                             | 7                                                                             | 8                                                                             | 59                                                                            |
| Horas de sol                                                                  | 172                                                                           | 178                                                                           | 218                                                                           | 229                                                                           | 282                                                                           | 302                                                                           | 338                                                                           | 309                                                                           | 247                                                                           | 213                                                                           | 173                                                                           | 158                                                                           | 2815                                                                          |
| Humedad relativa (%)                                                          | 71                                                                            | 69                                                                            | 67                                                                            | 63                                                                            | 61                                                                            | 59                                                                            | 60                                                                            | 62                                                                            | 66                                                                            | 71                                                                            | 72                                                                            | 73                                                                            | 66                                                                            |
| Fuente: Organización Meteorológica Mundial,                                   |                                                                               |                                                                               |                                                                               |                                                                               |                                                                               |                                                                               |                                                                               |                                                                               |                                                                               |                                                                               |                                                                               |                                                                               |                                                                               |

### Flora y fauna
La flora consta de pinos, encinas y abundante matorral mediterráneo, como tomillo, romero, palmito, hinojo y esparto. Los pinares situados en las zonas más bajas de la montaña suelen estar acompañados por algarrobos y acebuches. Coscoja, lentisco, enebro, cornicabra, torvisco y jara acompañan a los encinares. La vegetación floral es muy variada, destacando el jazmín, el geranio y el rosal debido a los numerosos jardines y parques existentes. En la sierra destacan las orquídeas.

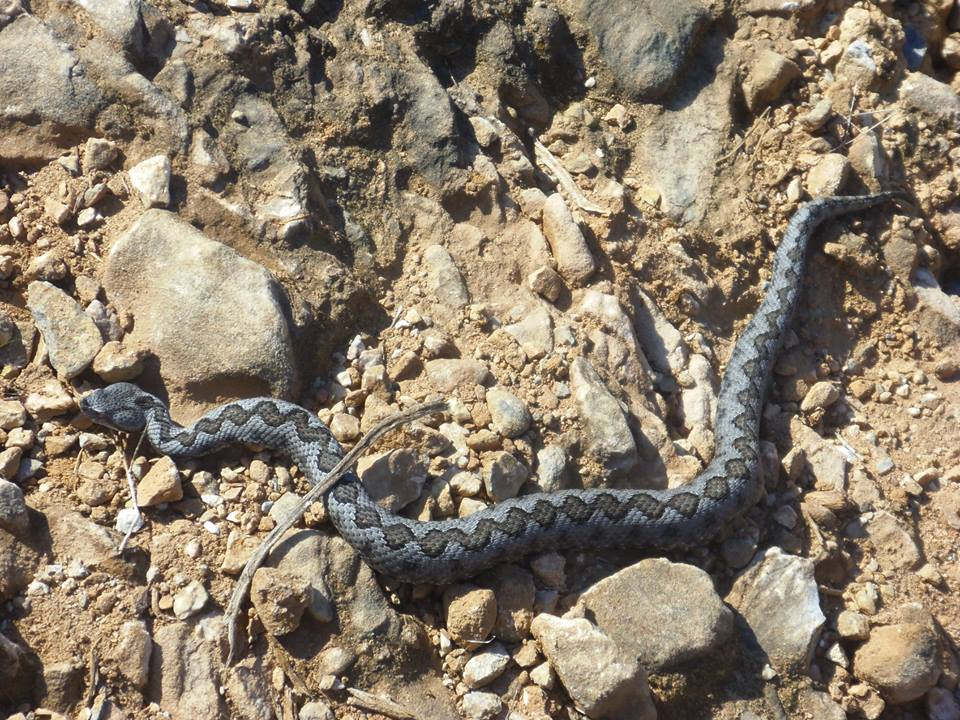
Pequeña víbora hocicuda en la sierra de Mijas

La fauna por su parte se ve reducida debido a las explotaciones de la sierra. Aun así, destacan los carboneros comunes, los petirrojos, los piquituertos, los estorninos, los gorriones y los herrerillos, que sobrevuelan el paisaje. En cuanto a mamíferos destacan la liebre, el lirón y alguna cabra montés. Los animales más numerosos suelen ser los animales domésticos de granja: gallinas, cabras, caballos, perros y ovejas, aunque también se dejan ver alguna que otra ave rapaz como los cernícalos y algún zorro. También existen poblaciones de lagarto ocelado, galápago leproso, lagartija colilarga, salamandra, camaleón común y varias especies de serpientes y culebras como la víbora hocicuda.

### Problemática medioambiental
La explotación de la sierra debido a sus grandes canteras de caliza, declaradas ilegales tanto por el Tribunal Superior de Justicia de Andalucía como por el Tribunal Constitucional, instando ambos a su cierre, siguen abasteciendo de áridos a la región en materia de construcción y es el principal problema medioambiental de Alhaurín de la Torre, debido a la gran destrucción del paisaje que produce. Este tema suele ser objeto de numerosas manifestaciones y movilizaciones de vecinos que piden el cese de las canteras de la zona. Debido a estos problemas, se crea la Plataforma de Defensa de la Salud y la Sierra (PDSS), encabezada por Juan Piña García, una asociación en defensa de la sierra de Mijas, contra las canteras que la amenazan y expolian.
Otro de los principales problemas medioambientales de Alhaurín de la Torre son el desvío de arroyos y la ocupación urbanística por la construcción incontrolada de edificios y urbanizaciones, aunque actualmente la construcción en la zona se ha visto frenada por la crisis económica de 2008.
El crecimiento urbanístico descontrolado del municipio ha permitido que se construyan viviendas muy cerca de instalaciones eléctricas de muy alto voltaje, provocando con ello un serio peligro para los que viven próximos a estas instalaciones. Fruto de ello se crea en 2013 la Plataforma de Afectados por las Líneas de Alta Tensión de Alhaurín de la Torre (PALATAT), una asociación de vecinos del municipio que se moviliza desde hace años para que se aplique el principio de precaución en las zonas residenciales, solicitando al regidor del consistorio el desvío, o soterramiento de algunos tramos.

## Historia

### Edad Antigua
Alhaurín de la Torre estuvo poblado desde la Edad Antigua, siendo los bástulos sus pobladores nativos. Este pueblo recibió a los primeros invasores, los libio-fenicios, que fundaron factorías en Málaga y Cártama por el año 1000-700 a. C.

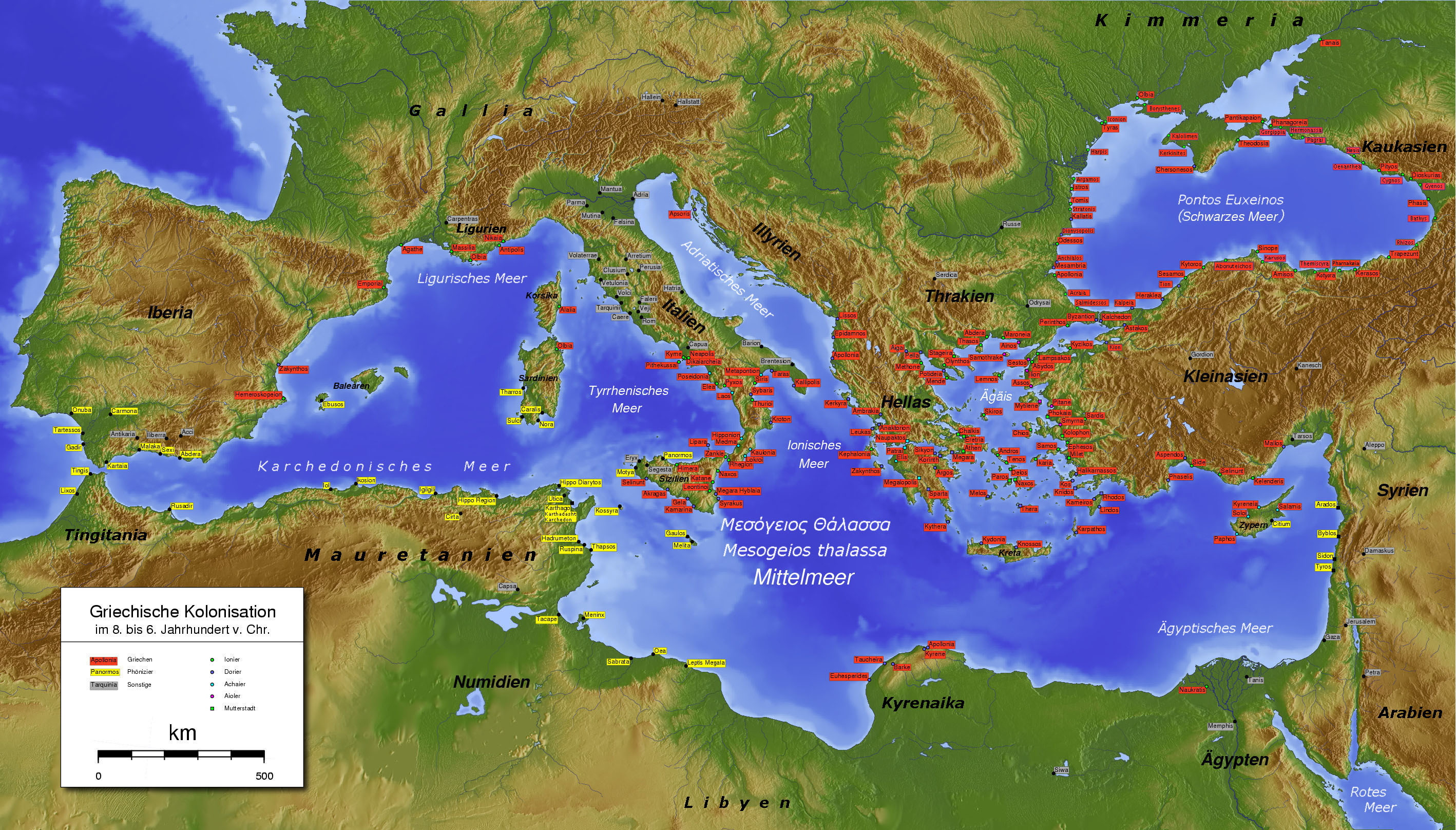
Mapa de las colonizaciones fenicias en Europa

Los moradores primitivos pertenecían a un pueblo minero y hoy persisten muchas referencias de los minerales extraídos, como el plomo, el cobre, el grafito y el hierro en la zona del Llano de la Plata.
Tras la colonización romana, en el municipio existió una aldea romana llamada Lauro. Según Alberto de Merrsseman, historiador francés afincado en la localidad en el siglo XX, bajo el dominio romano fue denominada Lauro Vetus (Laurel Viejo), que marcaba la antigüedad de la villa, y posteriormente Laurona. Algunos historiadores indican que Lauro fue el lugar donde se refugiaron los fugitivos de la famosa batalla de Munda-Bética y donde los partidarios de Julio César decapitaron a Cneo Pompeyo el Joven.
En la pedanía de la Alquería existen yacimientos en una superficie de 18 hectáreas y una ocupación que abarca desde el siglo siglo III a. C. hasta mediados del siglo IV d. C. De esta época quedan vestigios arqueológicos abundantes pero mal conservados: restos de mosaicos, lienzos de murallas, cerámica, monedas, enterramientos romanos, etc.

### Edad Media
En época musulmana bajomedieval existió la alquería de Laolín, con vecindario de casas y varias torres vigía en el entorno y una mezquita. El barrio Viejo o Albaicín, es el origen andalusí del municipio como se conoce hoy en día. El actual trazado urbano muestra una realidad salida de la época musulmana, con callejones sin salida y callejuelas.
El símbolo de Alhaurín de la Torre es la torre, una construcción-vigía para la defensa de la población que se encontraba en donde hoy se sitúa el barrio "la Torre", frente a la oficina de Correos de calle Nogal. En los años 1970 se erigió una réplica, después demolida, construyéndose otra mayor en 1991, a la entrada de calle Álamos. La torre vigía estaba situada para favorecer la visión, debido al desnivel que siempre ha existido entre el barrio Viejo como núcleo en torno a la calle Albaicín, y la parte alta, donde estaba la torre originaria.
En el cortijo de Mollina existen restos de una alquería musulmana y una torre de la misma época, pobremente conservados.

### Edad Moderna
No hay referencia clara de la fecha de la conquista por los Reyes Católicos, aunque la vecina villa de Alhaurín el Grande lo fue en 1485 y Málaga en 1487.
La gran prosperidad del campo en esa época convirtió a Alhaurín de la Torre en un referente importante de la provincia en cuanto a transacciones comerciales. Se sembraban cereales, árboles frutales y cítricos y existían varios molinos para la transformación del trigo en harina y una extensa red de acequias que aprovechaba las aguas procedentes de decenas de arroyos y manantiales.
La entrada de las tropas cristianas en la comarca en marzo de 1484, supuso la quema de cultivos y la destrucción parcial de los poblados árabes, al tiempo que sus moradores fueron expulsados. La política de tala o de tierra quemada fue aplicada con especial virulencia en la fortaleza de Laolín, y su proceso posterior de reconstrucción urbana, administrativa y social fue lento y tardío. Ocurrió entre los siglos XVI y XVII, debido a la cercanía con la capital y la pasividad de las autoridades. Los poblamientos de esos años eran escasos e inestables, si bien fueron numerosos los ciudadanos de la capital a los que se distribuían propiedades y huertas para reactivar la agricultura.
En los Repartimientos de Málaga realizados desde 1489, aparece este lugar como Laolín y Alaolin, en otros Laulin, indicándose que estaba despoblado. Entre los beneficiados de tierras y molinos estaba el cocinero de la reina Toribio de la Vega, que recibió un molino y varias suertes de tierras, entre ellas la alquería de Ismail, futuro El Retiro. También recibe tierras el comendador Gutierre Gómez de Fuensalida, regidor de Málaga y que sería embajador en Flandes e Inglaterra. El historiador José Manuel de Molina Bautista documentó la venta que hizo el hijo de Toribio, Juan Pérez de la Vega, de tres molinos, la torre y la mezquita a Gómez de Fuensalida, el 13 de octubre de 1512.

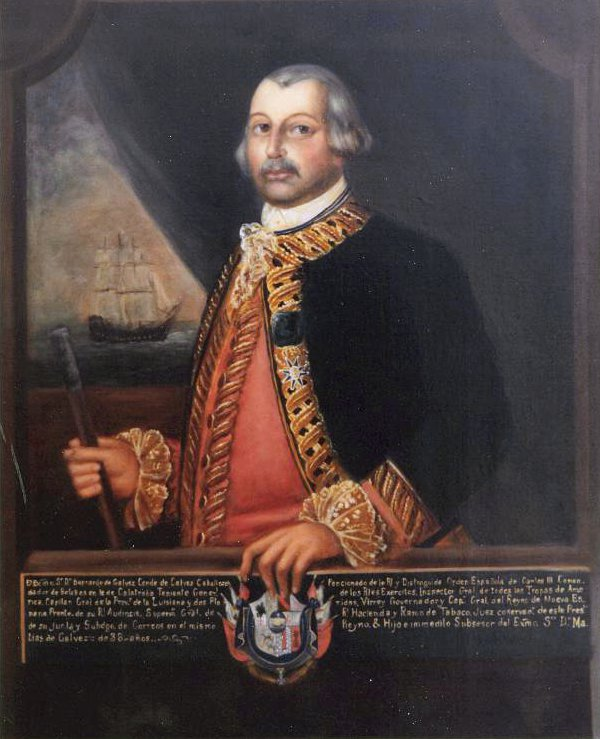
El Gobernador Bernardo de Gálvez, mandó hispanizar el estado de Luisiana con 700 colonos, muchos de ellos de Alhaurín

Con el tiempo los descendientes de Gómez de Fuensalida se titularían "señor de las Torres de Alhaurín", alcanzando en el siglo XVII el título de conde de Puertollano, luego duques del Arco y de Fernán Núñez. La casona conocida como Casa del Conde, que hoy se conserva, fue domicilio de sus administradores entre otros usos provisionales como iglesia, cárcel, taller, colegio y sede de Falange. Véase "Historia de Alhurín de la Torre en la Edad Moderna, 1489-1812. Ed. 2005" de José Manuel de Molina.
Hasta 1563 no aparece documentada la existencia de la parroquia de San Sebastián según De Molina en sus obras "Guía de la iglesia parroquial de San Sebastían. Ed. 2009" y "El convento de la Fuensanta de Alhaurín de la Torre y la Desamortización en Málaga. Ed. 2012", cuya construcción en la plaza de la Concepción sobre las ruinas de la antigua mezquita. Un terremoto la dañó seriamente en 1680 y sobre ese solar, en 1815, se comenzó a edificar el templo tal como hoy se conoce, obras que se prolongaron hasta 1886 según investigó José Baquero Luque.
Entretanto se concluía la construcción, la ermita del Santísimo Cristo del Humilladero, ubicada en la esquina de calle Ermita, con la plaza San Sebastián (donde hoy en día se sitúa el bar La Baranda), se usó como iglesia provisional.
La población aumentó considerablemente en 1571 por la llegada de colonos castellanos. De esta época quedan abundantes restos arqueológicos, la mayoría de ellos situados en el área de la estación de la Alquería, designada oficialmente Zona de Interés Cultural.
Tras la conquista cristiana se configura el centro urbano teniendo como ejes el Arroyo Blanquillo (actual Av. de España), la calle Ermita, la calle Las Chozas (actual calle Real), la calle Caleta y la calle Mesones (actual Juan Carlos I ), la calle El Chorrillo (actual Doctor Fléming) y calle Albaicín, que sigue con el mismo nombre histórico y que en el Catastro de la Ensenada de 1751 da nombre a todo el barrio viejo o del Albaicín.

### Edad Contemporánea
El 1 de junio de 1778, un grupo de vecinos de Alhaurín de la Torre zarpó en el bergantín San José con destino a Nueva Orleans para formar parte del contingente de los 700 colonos malagueños y canarios llamados por el gobernador Bernardo de Gálvez para hispanizar el territorio de Luisiana, que había pertenecido a los franceses hasta unos años antes. Estos colonos fundaron a comienzos de 1779 una ciudad que llamaron Nueva Iberia, la actual New Iberia, en Estados Unidos, ciudad con la que Alhaurín de la Torre se encuentra hermanada.
A finales del siglo XVIII se proyectó el llamado Puente del Rey, único acceso sobre el río Guadalhorce que conectaba a Alhaurín con la capital. Construido en madera en 1796, fue un proyecto hidráulico que nunca llegó a utilizarse, debido a que en esos años se tuvo la necesidad de llevar el agua de Churriana a la vega para regar las huertas, pero no llegó a alcanzar a la ribera derecha del Guadalhorce, pues Málaga halló agua de sobra a través del acueducto de San Telmo. Los arcos de la barriada de Zapata forman parte de este proyecto inacabado.

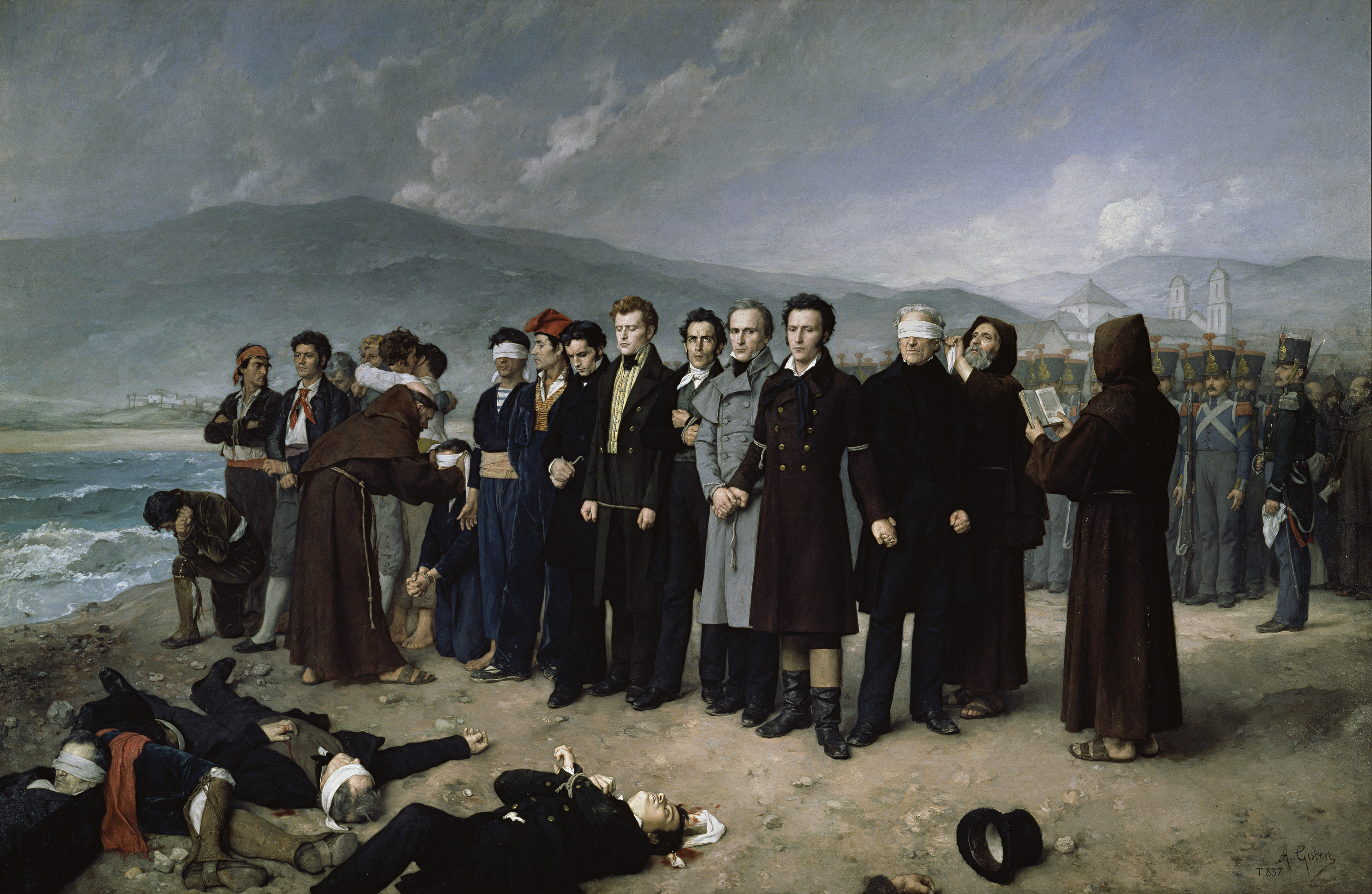
Fusilamiento del general Torrijos tras su captura en la finca de Torre Alquería

Durante la Guerra de la Independencia dejó de ser arrabal de la ciudad de Málaga para segregarse como municipio, según investigación del historiador José Manuel de Molina Bautista. Fue gracias a un decreto del rey intruso, José Bonaparte, firmado en el Alcázar de Sevilla el 17 de abril de 1810, siendo Mateo Rivera el primer alcalde independiente con el título de corregidor. Con la retirada francesa y la entrada en vigor de la Constitución de Cádiz de 1812, siguió segregado aunque la ciudad de Málaga se negaría a reconocerlo durante los periodos absolutistas posteriores hasta firmar un acuerdo de lindes en 1874. En la finca de la Torre Alquería del Conde de Mollina, dentro del término municipal, fue capturado el general liberal José María Torrijos, en diciembre de 1831, que fue fusilado seis días después en la playa de San Andrés, en Málaga.
Hasta mediados del siglo XX, Alhaurín fue un paso imprescindible para el suministro de productos agrícolas a Málaga. Durante la guerra civil española perteneció al bando republicano desde julio de 1936 a febrero de 1937, pasando entonces a manos de los nacionales. Durante la contienda murieron 87 personas del bando republicano y 13 del nacional.
Durante la segunda mitad del siglo, la población pasó de ser un pequeño pueblo agrícola a experimentar un crecimiento urbano masivo, acentuado en las décadas de 1990 y 2000. En las primeras elecciones democráticas, salió elegido alcalde Juan José García Martín de UCD en 1979, y en 1991 se construyó la actual Prisión Provincial de Málaga, en medio de fuertes protestas vecinales que se saldaron con la detención del alcalde, siete concejales y varios vecinos.

## Demografía
Alhaurín de la Torre cuenta con una población de 44 057 habitantes (INE 2024).
| Gráfica de evolución demográfica de Alhaurín de la Torre entre 1842 y 2021                                          |
| |
| Población de derecho según los censos de población del INE Población de hecho según los censos de población del INE |

La población de Alhaurín de la Torre está en aumento debido a la expansión del área metropolitana de Málaga, pasando de 12 874 habitantes en 1991 a 30 281 en 2006. En cuanto a la población extranjera, también ha aumentado el número de censados, destacando los residentes procedentes del Reino Unido y de Países Bajos.
| País         | Habitantes | Porcentaje |
| ------------ | ---------- | ---------- |
| España       | 37 200     | 92.20 %    |
| Reino Unido  | 638        | 1.58 %     |
| Países Bajos | 227        | 0.56 %     |
| Francia      | 218        | 0.54 %     |
| Marruecos    | 216        | 0.54 %     |
| Italia       | 202        | 0.50 %     |
| Alemania     | 185        | 0.46 %     |
| China        | 148        | 0.37 %     |
| Argentina    | 145        | 0.36 %     |

En cuanto a población de nacional en Alhaurín de la Torre, destaca la población nativa de la provincia de Málaga con 29 712 habitantes. Le siguen en menor medida los madrileños con 752 habitantes y los granadinos con 645, y con menos de 600 habitantes destacan los habitantes de provincias andaluzas como Córdoba o Cádiz.
| Provincia | Habitantes |
| --------- | ---------- |
| Málaga    | 29 712     |
| Madrid    | 752        |
| Granada   | 645        |
| Cádiz     | 542        |
| Córdoba   | 527        |
| Sevilla   | 486        |
| Barcelona | 481        |
| Jaén      | 354        |
| Melilla   | 227        |
| Vizcaya   | 142        |

### Urbanismo

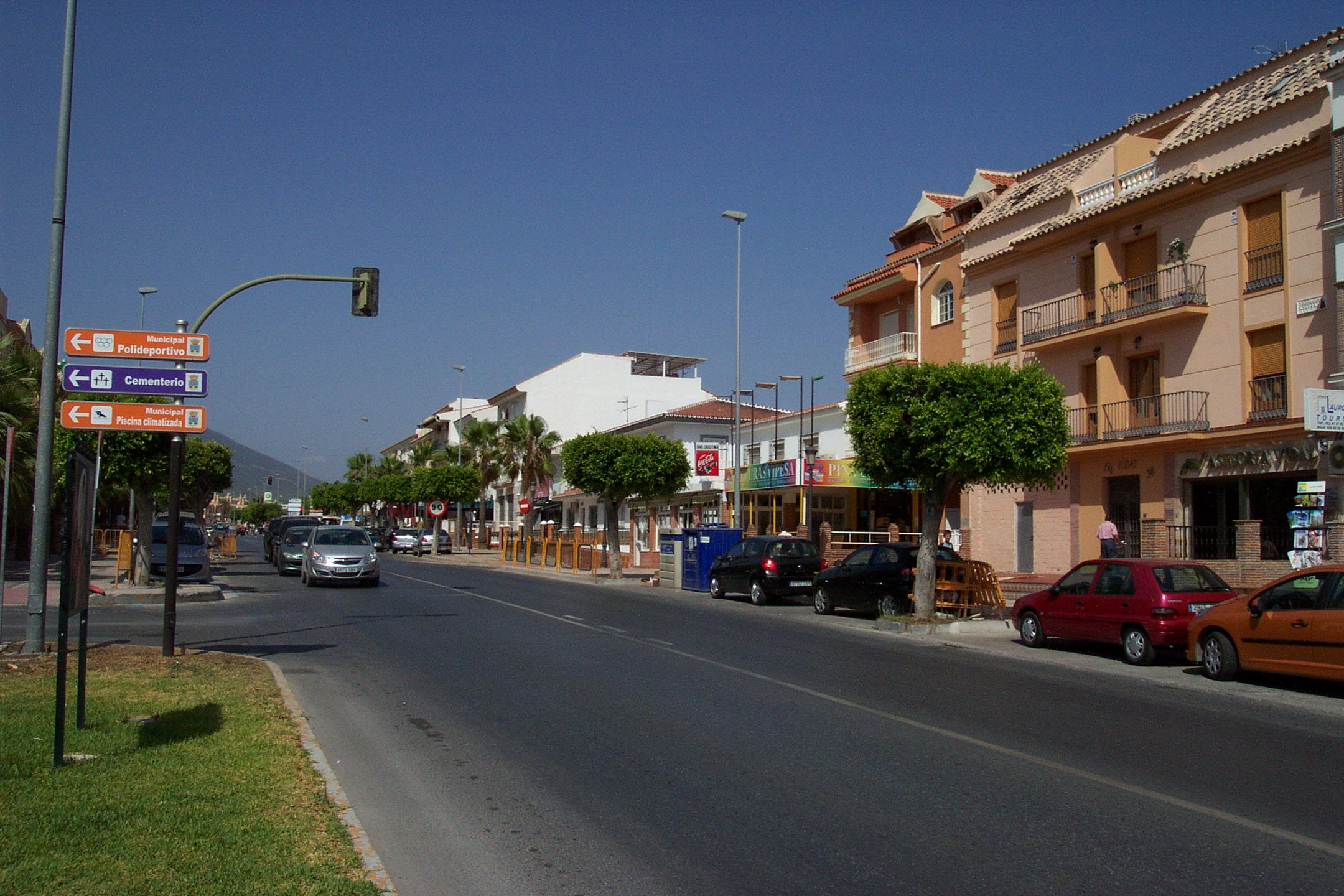
Avenida Principal

El entorno urbanizado de Alhaurín de la Torre está ocupado por numerosas urbanizaciones, en su mayoría chalets blancos adosados y pareados, construidos en los años 1990 por el gran aumento demográfico. Jardines y parques adornan todo el municipio y las calles asfaltadas en el centro. En el barrio Viejo, destacan las calles de estructura árabe y las casas encaladas.
Engloba las pedanías rurales de: La Alquería, El Romeral, El Peñón Molina, Mestanza, Zapata, Torrealquería y Santa Amalia. En el casco urbano se sitúan los siguientes barrios: el barrio Viejo, barrio de la Alegría, Blas Infante, Carranque, El Cordobés, Huerta Alta, Huerto Coscorrón, Huerto de la Rosa, Jardines de Alhaurín, El Limonar, La Palmilla, El Parque, Platero I, Platero II, La Torre, Altos de Viñagrande y Viñagrande. Las urbanizaciones de las afueras son: Retamar, Tabico, el Lagar, Cortijos de Sol, Bellavista de Zambrana, la Capellanía, Ermita del Cerro, Fuensanguínea, Pinos de Alhaurín, Taralpe y Finca Peralta.
Cuenta con un gran número de parques, pistas de fútbol, baloncesto o pádel distribuidas por todo el municipio que permite actividades recreativas en los jóvenes y acompañadas por sus respectivas fuentes necesarias para cualquier municipio.
Actualmente se están realizando obras y proyectos para construcciones de viviendas de protección oficial en la zona del Romeral y Torrealquería, a través del nuevo Plan de Ordenación del Territorio de la Aglomeración Urbana de Málaga.
Entre los ejes viarios, destaca la travesía urbana, donde se encuentran numerosas rotondas decoradas con esculturas como la rotonda de la Fuente de la Biznaga, convertida en símbolo de la ciudad, o ajardinadas como la rotonda en la urbanización Jardines de Alhaurín, que presenta un ejemplar de chorisia de más de cien años.
En cuanto al futuro, Alhaurín de la Torre contará con un centro comercial frente a la rotonda principal que da acceso al municipio. Tendrá dos plantas en superficie, una planta baja y dos subterráneas para aparcamientos. Este complejo de ocio contendrá varios locales de moda, complementos, peluquerías, farmacias, bancos, cine, boleras, electrodomésticos, restaurantes y un gimnasio.
En noviembre de 2011 se inauguró la Hiperronda de Málaga y el vial distribuidor del Guadalhorce, que une Alhaurín de la Torre con el norte de Málaga, el parque tecnológico y Torremolinos.

## Economía

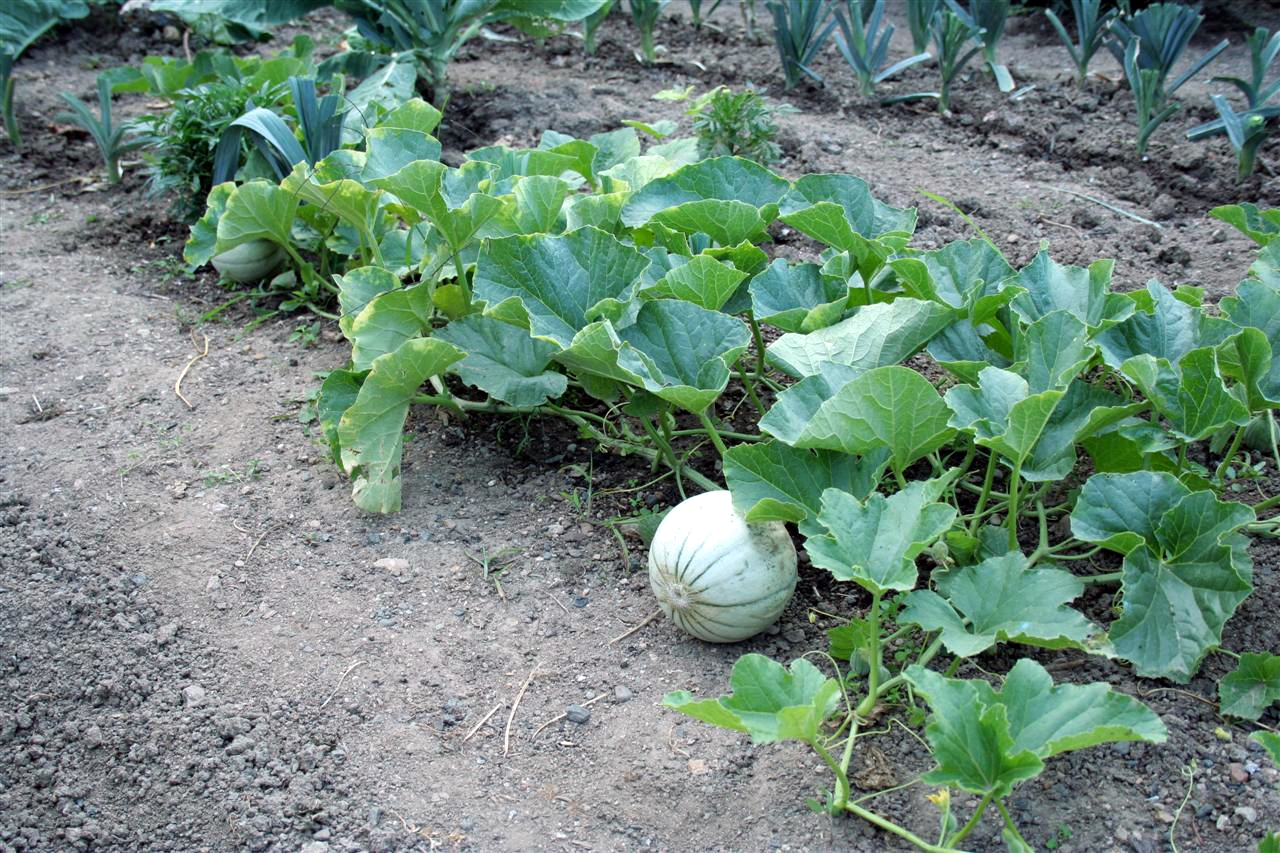
El melón, principal cultivo de Alhaurín de la Torre

Tradicionalmente Alhaurín de la Torre ha sido un pueblo dedicado a la agricultura. En siglos anteriores destacaban el cultivo de la vid y el tabaco, aunque desde la segunda mitad del siglo XX se ha pasado al cultivo de cítricos (limonero, naranjo, mandarino) como principal cosecha. En la actualidad se cultivan gran cantidad de frutos subtropicales, como el aguacate, y hortalizas.
Entre los cultivos herbáceos, el melón es el producto de regadío más cultivado, mientras que de secano son los cereales. En cuanto a cultivos leñosos, destacan el limonero de regadío y el olivar como producto de secano.
En la ganadería, destacan el ganado caprino y ovino, seguidas de las aves en primer lugar con 16.976 unidades.
La construcción es la mayor industria del pueblo debido al boom urbanístico y poblacional que viene ocurriendo desde principios de la década de 1990, aunque ya actualmente está cada vez más en retroceso debido a la crisis económica iniciada en 2008.
La población dispone de grandes canteras de caliza en la sierra, que abastecen de áridos para la construcción a gran parte de la región, siendo una de las actividades que más trabajo genera. Además, dispone de seis polígonos industriales con industrias alimentarias, licoreras y textiles de relativa importancia.
El paro registrado en Alhaurín de la Torre, era de 2264 en el año 2008 y la renta per cápita por habitante en 2003 oscilaba entre 9300 y 10 200 €.
Alhaurín cuenta con un total de 21 oficinas bancarias, numerosas tiendas (especialmente de alimentación) y, en un futuro próximo, un centro comercial.
En el campo de la hostelería, Alhaurín dispone de un local para congresos y celebraciones, un hotel y varios hostales, así como varios restaurantes regionales con platos típicos de la zona y tapas, junto con otros restaurantes de cocina internacional, como los de comida asiática.

### Evolución de la deuda viva municipal
El concepto de deuda viva contempla sólo las deudas con cajas y bancos relativas a créditos financieros, valores de renta fija y préstamos o créditos transferidos a terceros, excluyéndose, por tanto, la deuda comercial.
| Gráfica de evolución de la deuda viva del Ayuntamiento de Alhaurín de la Torre entre 2008 y 2022                           |
| |
| Deuda viva del Ayto. de Alhaurín de la Torre, en miles de euros, según datos del Ministerio de Hacienda y Función Pública. |

## Transporte y comunicaciones

### Carreteras y autovías
Por carretera Alhaurín de la Torre es accesible de las siguientes maneras:
- Por el desvío de la N-340 Málaga-Cádiz: la A-404 dirección a Coín
- A través de la autovía Campanillas-Parque Tecnológico sentido Cártama: salida a Churriana.
- A través de la hiperronda de Málaga (MA-30), inaugurada en noviembre de 2011 que parte desde el Enlace de las Virreinas a Torremolinos y que conecta con la circunvalación del municipio.

Distancias
La siguiente tabla muestra las distancias entre Alhaurín de la Torre a varias capitales de provincia y a otros puntos de la provincia de Málaga.
| Capitales | Distancia (km) | Ciudades           | Distancia (km) | Ciudades  | Distancia (km) |
| --------- | -------------- | ------------------ | -------------- | --------- | -------------- |
| Málaga    | 18,8           | Marbella           | 55,4           | Antequera | 68,9           |
| Granada   | 142,3          | Alhaurín el Grande | 15,3           | Cártama   | 14,7           |
| Cádiz     | 249,8          | Torremolinos       | 12,2           | Coín      | 22,8           |
| Sevilla   | 224,2          | Ronda              | 97,7           | Nerja     | 73,6           |
| Córdoba   | 172,1          | Álora              | 35,7           | Pizarra   | 26,5           |
| Melilla   | 237,8          | Vélez-Málaga       | 55,3           | Mijas     | 27,3           |
| Madrid    | 551,3          | Benalmádena        | 24             | Colmenar  | 49,2           |

### Transporte público

#### Autobuses urbanos

Mapa de los municipios pertenecientes al Consorcio de Transportes del Área de Málaga

Tras suscribir un acuerdo de colaboración entre el Ayuntamiento de Alhaurín de la Torre y el Consorcio de Transporte Metropolitano del Área de Málaga en octubre de 2010, las líneas urbanas del municipio pueden disfrutar de las ventajas que ofrece la Tarjeta de Transporte del Consorcio. El municipio cuenta con dos líneas de autobuses urbanos gestionadas por la empresa Autocares Vázquez Olmedo S.L.
Pueden consultarse los detalles de dichas rutas en el siguiente enlace

#### Autobuses interurbanos
Alhaurín de la Torre está integrado en el Consorcio de Transporte Metropolitano del Área de Málaga y posee distintas líneas a través de las empresas CTSA Portillo y Autocares Vázquez Olmedo S.L.
Pueden consultarse los detalles de dichas rutas en el siguiente enlace
Además, las siguientes líneas operan fuera del Consorcio:
- Guaro - Monda - Coín - Alhaurín el Grande - Alhaurín de la Torre - Churriana - Málaga

#### Taxi
Alhaurín de la Torre dispone de servicio de taxis. Pueden ser parados en plena calle, encargados por teléfono o internet, o a través de las paradas designadas para ellos en el centro del municipio.

## Símbolos
- San Sebastián es el patrón de invierno de Alhaurín de la Torre, cuya fiesta local se realiza el 20 de enero. En este día se suceden actos folklóricos y culturales en honor al patrón, se le entrega una ofrenda floral y se procesiona al santo por las calles del centro de la localidad. La imagen se encuentra en la iglesia parroquial de San Sebastián.[31]
- San Juan Bautista es el patrón de verano de Alhaurín de la Torre, cuya fiesta local se realiza el 24 de junio.
- El escudo de Alhaurín de la Torre posee un timbrado real abierto con una corona y se constituye en dos cuarteles de igual tamaño. En la parte de arriba, en campo azur (azul), queda dibujada la Torre de Alhaurín, que es el monumento que representa a la localidad. En el cuartel inferior de color oro aparecen dibujados dos árboles simétricos.

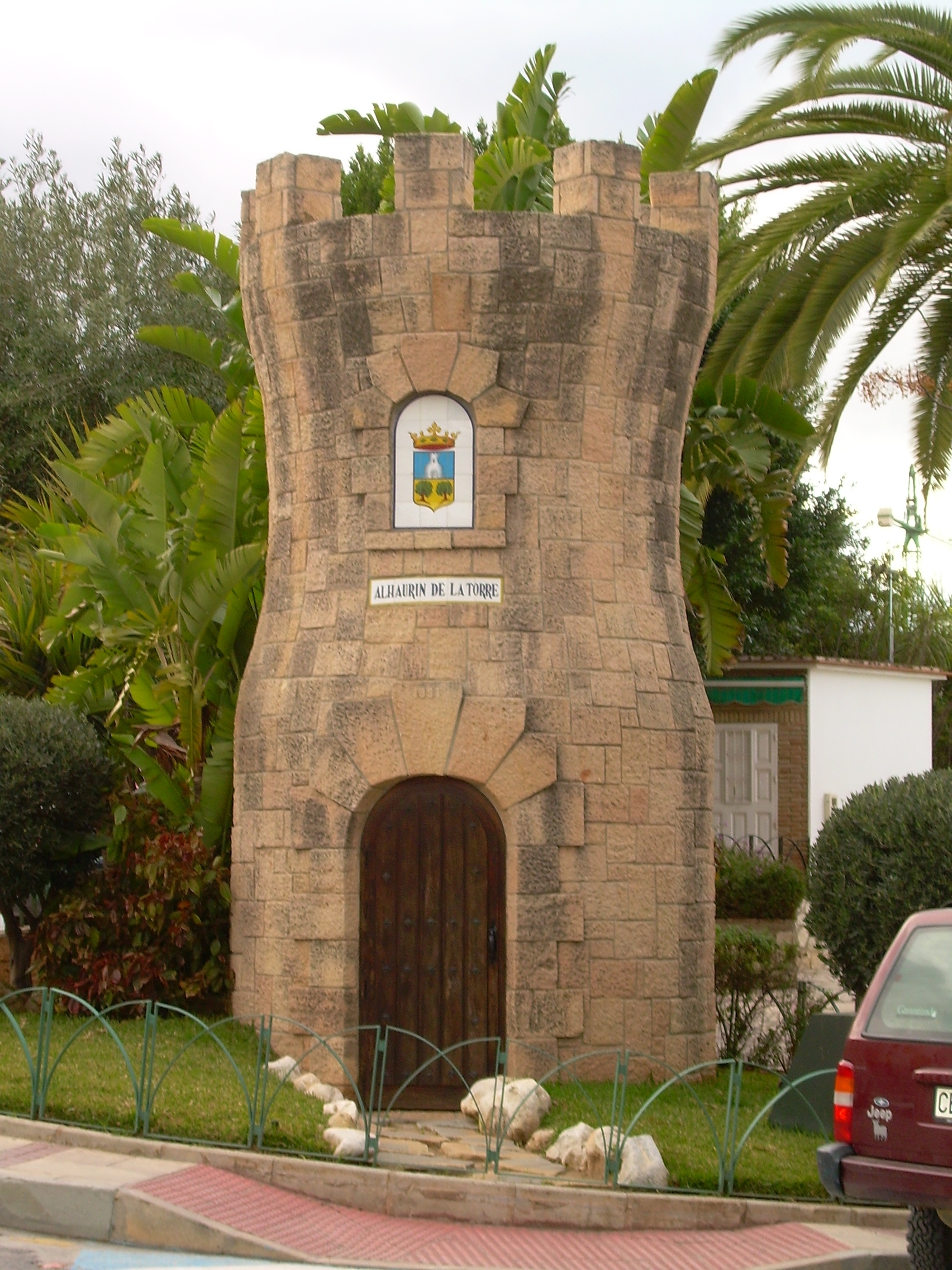
La Torre de Alhaurín, emblema de la ciudad

- La bandera es de color azul, con dos franjas amarillas y con el escudo de Alhaurín de la Torre dibujado en el centro.La Torre de Alhaurín, emblema de la ciudad
- La Torre de Alhaurín, emblema y monumento en homenaje a las antiguas torres medievales del lugar y representa a la ciudad y simboliza a su vez la entrada al centro del pueblo. Esta torre aparece en casi todos los escudos y estandartes de Alhaurín. También suele ser muy característica en souvenirs como figuras, escudos o postales.

## Monumentos y lugares de interés

### Arquitectura religiosa
- Iglesia de San Sebastián: es la única parroquia del casco urbano de Alhaurín de la Torre, situada en la actual plaza de la Concepción. Las primeras noticias de su existencia según de Molina se remontan a mediados del siglo XVI. Afectada por el terremoto de 1680, se empezó el edificio actual a comienzos del siglo XIX en estilo neoclásico, con planta de cruz latina, tres naves y dos espadañas, aunque los sucesivos conflictos de esta centuria impidieron la finalización de las obras hasta 1886 resultando un templo ecléctico. Su archivo, imágenes y enseres fueron destruidos en mayo de 1931. Tras la Guerra Civil recuperó su esplendor con numerosos retablos entre los que destacan el de los Moraos del imaginero Pedro Pérez Hidalgo y el de los Verdes, de Antonio Ibáñez Valle, ambos de estilo barroco. De esta iglesia salen los tronos de las distintas cofradías en la Semana Santa.
- Ermita del Alamillo: construida en 1875 junto a la finca del Alamillo, donde se venera a San Francisco de Paula y a la Virgen de la Esperanza desde entonces. Antiguamente era considerado protector del campo alhaurino y se procesionaba en tiempos de sequía para hacerle rogativas de lluvias, en la actualidad, son patrones de Viñagrande, el barrio de La Alegría, respectivamente, siendo sacados en procesión en sus onomásticas.
- Ermita del Santo Cristo del Cardón: Su ubicación actual está en los Callejones y se le visita el Miércoles Santo por la tarde en solemne Vía Crucis. La tradición cuenta que aconteció un milagro en el año 1484, en tiempos de la Reconquista, en el que un Cristo pintado de madera salvó de la muerte a un soldado cristiano. A raíz de aquel hecho, este Cristo ha sido venerado en diferentes hornacinas a través de los siglos.

### Arquitectura civil
- Casa del Conde: edificio solariego de finales del siglo XVIII levantado sobre otro anterior por el conde de Puerto Llano, luego duque de Fernán Núñez y del Arco entre otros numerosos títulos. Ha tenido muy distintos usos, desde almacén y oficina hasta colegio, juzgado de paz, iglesia y fábrica. En la actualidad está en muy mal estado y es propiedad de la Junta de Andalucía que lo ha cedido al Ayuntamiento, que aún no le ha dado uso.
- Casa Refugio de Torrijos: en la actualidad tan solo queda parte de una torre vigía nazarí y estructura de una vivienda que formaban la alquería del conde de Mollina. Fue el lugar donde el general José María de Torrijos se refugió tras sublevarse contra el absolutismo de Fernando VII en 1831, antes de su fusilamiento.Acueducto de Zapata

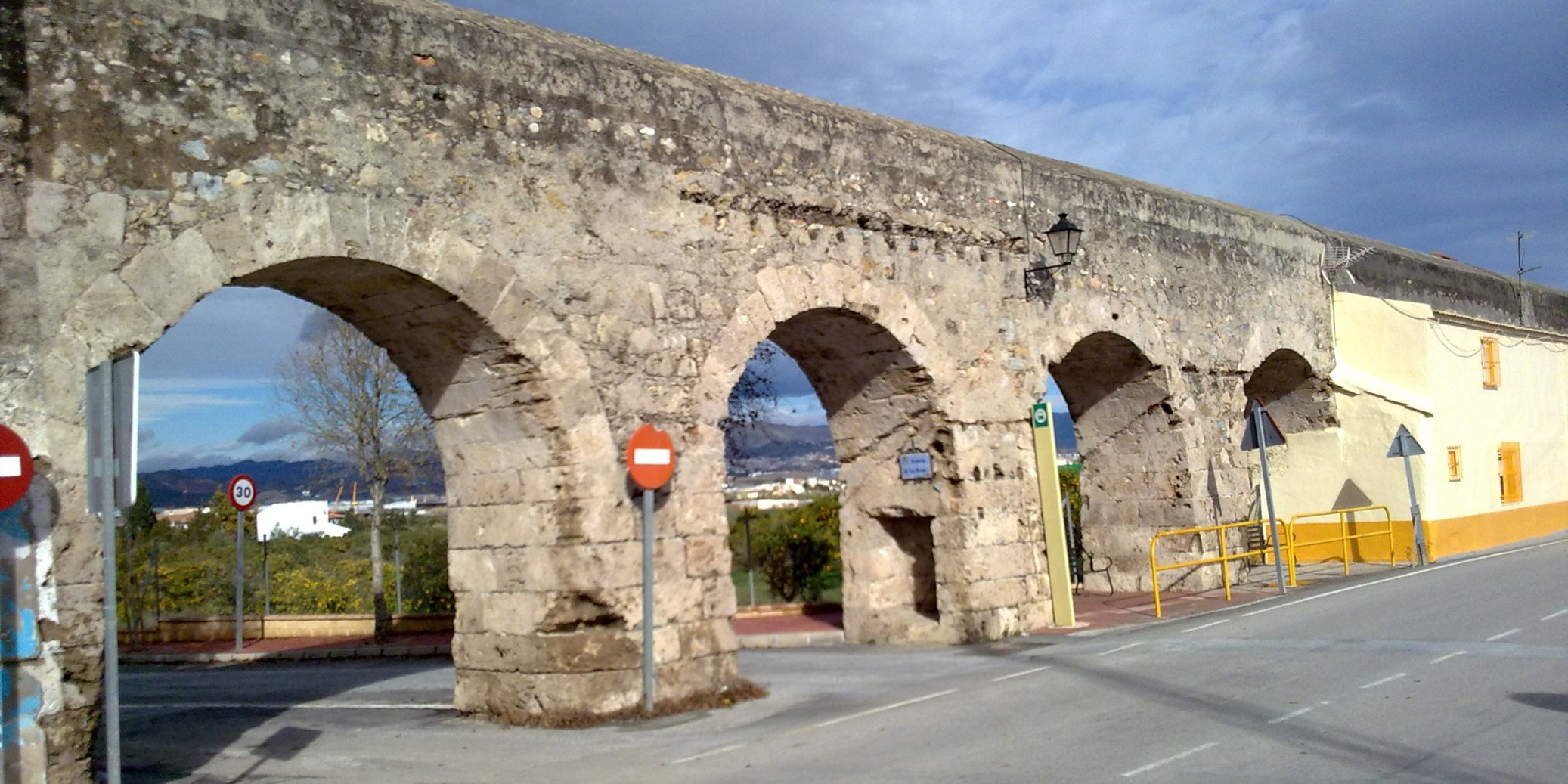
Acueducto de Zapata

- Arcos de Zapata: restos muy bien conservados de los que fue el acueducto de la Fuente del Rey, originario del siglo XVIII, y que se construyó para llevar agua desde el manantial del mismo nombre, ubicado en Churriana, hasta Málaga capital. Nunca llegó a entrar en funcionamiento, debido a las enormes presiones ejercidas por parte de los terratenientes de la vega y a innumerables problemas económicos. Se encuentra situado en la barriada de Zapata.
- Cuevas del Albaicín: son cuevas que están en el interior de trece viviendas situadas en el barrio Viejo, las cuales actualmente se están estudiando y catalogando. El resultado de dicho estudio será el que determine el valor de cada una de ellas y su posible protección y recuperación.
- Restos arqueológicos: en los alrededores del núcleo se han encontrado numerosos fragmentos de cerámica, cuencos, lienzos de murallas, monedas y enterramientos pertenecientes a la época romana. Un enclave de gran interés histórico y arqueológico es el Cortijo de Mollina, donde quedan restos de una alquería musulmana y una torre de la misma época, así como otros vestigios romanos. También encontramos importantes yacimientos arqueológicos en las inmediaciones del Valle -El Cardón y Carrera de Caballos y en los alrededores de la Casa de Torrijos, en Torrealquería.
- Centro cultural Vicente Aleixandre recinto de eventos culturales como exposiciones, charlas, teatro, conciertos, etc.
- Museo Andaluz de la Educación, destinado a representar y a mostrar tanto a profesorado, alumnado o a personas interesadas, los instrumentos o materiales de la educación de una sociedad concreta. Su sede se sitúa en la antigua biblioteca pública municipal y se considera un espacio de rentabilidad cultural y de gran interés.
- Torre Vigía, réplica y símbolo de Alhaurín musulmán emblema y monumento que representa a la ciudad y simboliza a su vez la entrada al centro del pueblo. Esta torre aparece en casi todos los escudos y estandartes de Alhaurín.

### Zonas verdes

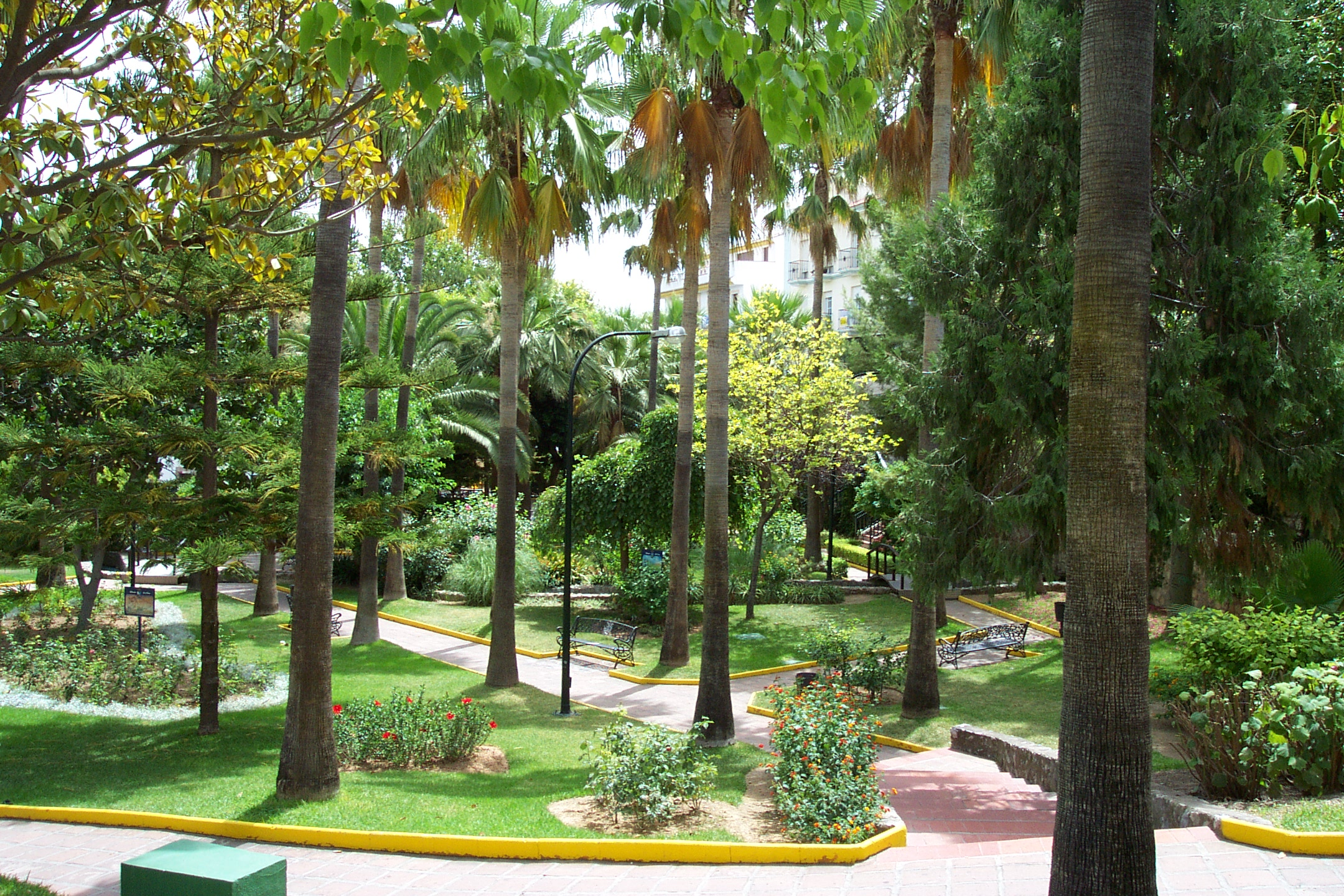
Parque de Alhaurín

Entre los numerosos parques y jardines que hay en Alhaurín de la Torre destacan el parque municipal y la finca El Portón.
- Parque municipal: situado en el centro urbano de la localidad, posee gran variedad de ejemplares botánicos como Álamos, ficus, pacíficos, palmeras de diversas clases, hiedras, cipreses, rosales, árboles del paraíso y cañas indias que rodean un estanque de patos. En este parque se encuentra una cascada de agua que discurre bajo unos puentes de madera a través de todo el parque hasta desembocar en el estanque.
- Finca el Portón: está ubicada en el casco urbano, en calle Juan Carlos I. Esta finca fue propiedad de la familia británica Robinson y cedida al Ayuntamiento local con la finalidad de que en ellas se desarrollase una gestión de carácter exclusivamente sociocultural. Tras una serie de reformas por parte de las autoridades municipales, la finca "El Portón" posee una gran vegetación. En este lugar se realizan acontecimientos relacionados con la música, la danza y las artes plásticas.
- Jardín Oriental Bienquerido: cuya inauguración ha sido dedicada enteramente al pueblo japonés, por cuyas miles de víctimas mortales se ha guardado un respetuoso minuto de silencio entre la comitiva institucional y ciudadana. Este emotivo recuerdo de Alhaurín de la Torre en solidaridad con las personas que han perdido la vida a causa del terremoto y del tsunami que ha arrasado el país nipón. Ofrece una superficie de 120 000 m² entre parques, zonas verdes, estanques con cascadas, pagodas, puentes de estilo japonés y una amplia zona infantil.
- Parque San Juan Pablo II: ubicado en la falda de la sierra, en la zona de Huerta Nueva. Como su nombre indica, este parque está dedicado al papa Juan Pablo II. Cuenta con una gran extensión de jardines con multitud de especies vegetales, arbóreas y zonas amplias de césped. También recoge parques infantiles, mobiliario urbano y zonas reservadas para el deporte.

## Administración y política

### Gobierno municipal

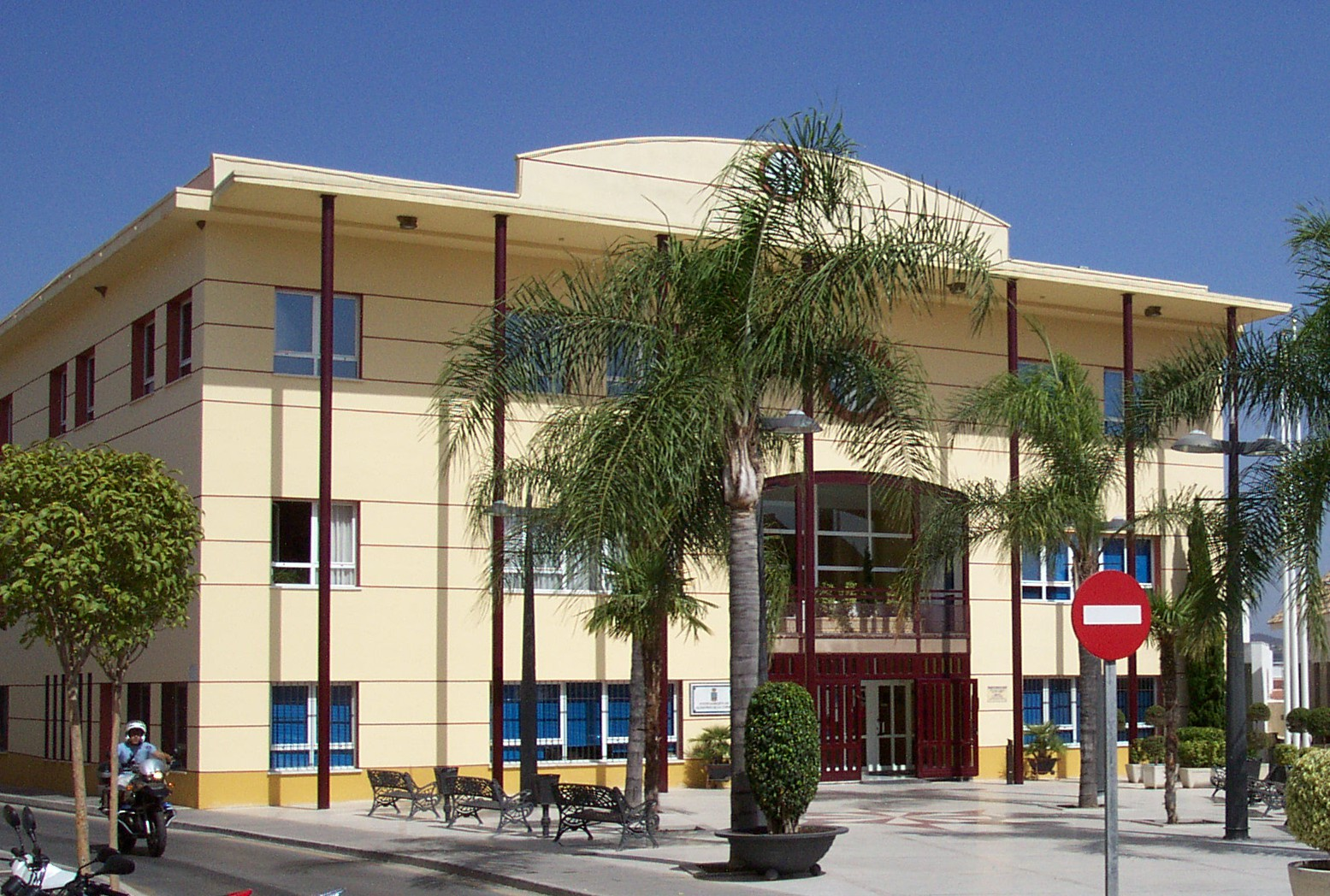
Ayuntamiento de Alhaurín

La administración política de la ciudad se realiza a través de un ayuntamiento cuyos componentes se eligen cada cuatro años por sufragio universal. El censo electoral está compuesto por todos los residentes empadronados en Alhaurín de la Torre mayores de 18 años y nacionales de España y de los otros países miembros de la Unión Europea.
Según lo dispuesto en la Ley del Régimen Electoral General, que establece el número de concejales elegibles en función de la población del municipio, la corporación municipal de Alhaurín de la Torre está formada por 21 concejales. La constitución del Ayuntamiento actual tras el resultado de las Elecciones municipales de 2011, fue de 13 concejales pertenecientes al Partido Popular, 4 concejales pertenecientes al Partido Socialista Obrero Español y 2 concejales pertenecientes a Izquierda Unida-Los Verdes Convocatoria por Andalucía, 1 concejal perteneciente a Unión Progreso y Democracia y otro perteneciente a Electores Alhaurin, siendo escogido alcalde por cuatro años Joaquín Villanova Rueda, del PP.
| Periodo   | Nombre                    | Partido | Partido                                                         |
| --------- | ------------------------- | ------- | --------------------------------------------------------------- |
| 1979-1983 | Juan José García Martín   |         | Unión de Centro Democrático (UCD)                               |
| 1983-1987 | Antonio Vega González     |         | Partido Socialista Obrero Español de Andalucía (PSOE-A)         |
| 1987-1996 | Antonio Vega González     |         | Agrupación Social Independiente de Alhaurín de la Torre (ASIAT) |
| 1996-1996 | Josefa Rando Ríos         |         | Partido Popular de Andalucía (PP)                               |
| 1996-1996 | Francisco Rodríguez Godoy |         | Partido Popular de Andalucía (PP)                               |
| 1996-act. | Joaquín Villanova Rueda   |         | Partido Popular de Andalucía (PP)                               |

| Partido político                                        | 2023  | 2023  | 2023       | 2019  | 2019  | 2019       | 2015  | 2015  | 2015       | 2011  | 2011  | 2011       | 2007  | 2007  | 2007       |
| Partido político                                        | %     | Votos | Concejales | %     | Votos | Concejales | %     | Votos | Concejales | %     | Votos | Concejales | %     | Votos | Concejales |
| Partido Popular de Andalucía (PP)                       | 56,43 | 10118 | 13         | 51,74 | 8796  | 12         | 46,30 | 7060  | 11         | 57,21 | 8618  | 13         | 61,46 | 7721  | 13         |
| Partido Socialista Obrero Español de Andalucía (PSOE-A) | 25,68 | 4606  | 6          | 21,54 | 3663  | 5          | 19,35 | 2951  | 4          | 20,77 | 3129  | 4          | 22,05 | 2770  | 5          |
| Vox                                                     | 7,51  | 1347  | 1          | 4,32  | 735   | 0          | —     | —     | —          | —     | —     | —          | —     | —     | —          |
| Con Andalucía-Adelante-Izquierda Unida (IU)             | 6,78  | 1216  | 1          | 8,77  | 1491  | 2          | 9,65  | 1472  | 2          | 8,74  | 1316  | 2          | 13,56 | 1704  | 3          |
| Ciudadanos (CS)                                         | 1,02  | 184   | 0          | 10,10 | 1718  | 2          | 12,05 | 1837  | 2          | —     | —     | —          | —     | —     | —          |
| Independientes                                          | —     | —     | —          | —     | —     | —          | 8,16  | 1245  | 2          | —     | —     | —          | —     | —     | —          |
| Unión Progreso y Democracia (UPyD)                      | —     | —     | —          | —     | —     | —          | 2,92  | 445   | 0          | 5,44  | 820   | 1          | —     | —     | —          |
| Eres                                                    | —     | —     | —          | —     | —     | —          | 5,39  | 812   | 1          | —     | —     | —          | —     | —     | —          |

### Organización territorial
- Engloba las pedanías rurales de: La Alquería, El Romeral, El Peñón, Molina, Mestanza, Zapata, Torrealquería y Santa Amalia.
- En el casco urbano se sitúan los siguientes barrios: el barrio Viejo, barrio de la Alegría, Blas Infante, Carranque, El Cordobés, Huerta Alta, Huerto Coscorrón, Huerto de la Rosa, Jardines de Alhaurín, El Limonar, La Palmilla, El Parque, Platero I, Platero II, La Torre, Altos de Viñagrande y Viñagrande.
- Las urbanizaciones de las afueras son: Retamar, Tabico, el Lagar, Cortijos de Sol, Bellavista de Zambrana, la Capellanía, Ermita del Cerro, Fuensanguínea, Pinos de Alhaurín, Santa Clara, La Zambrana, Pueblo Cortijo, Torresol, Taralpe y Finca Peralta.

### Seguridad ciudadana
En Alhaurín de la Torre está operativo el sistema de Emergencias 112, que mediante un número de teléfono gratuito atiende cualquier situación de urgencias en materia sanitaria o desastre, extinción de incendios, salvamento, seguridad ciudadana y protección civil. Los teleoperadores del 112 Andalucía atienden las llamadas de urgencia y emergencia en español, inglés, francés o alemán, incorporando además la atención de llamadas en árabe.

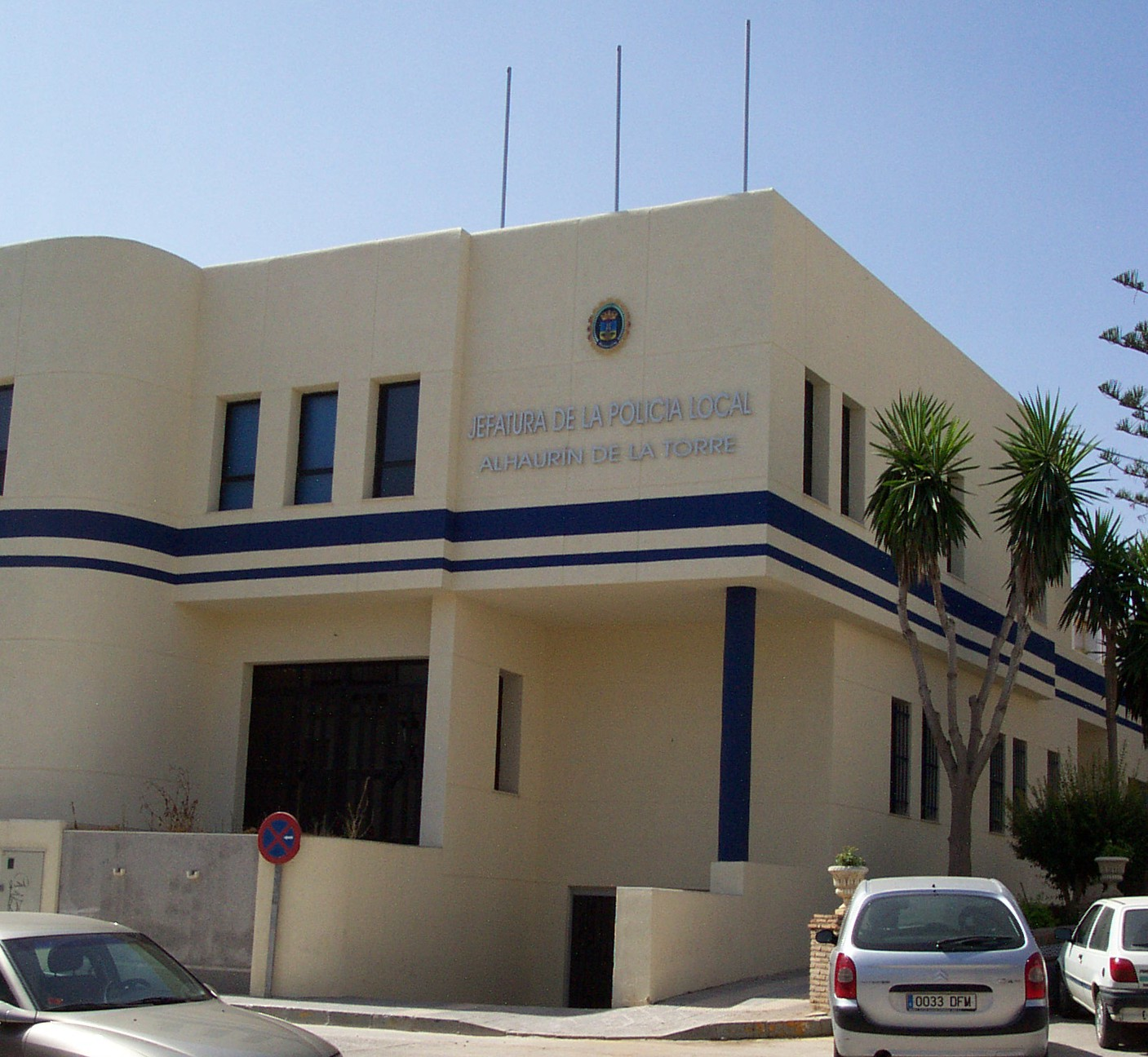
Policía local

Alhaurín de la Torre cuenta con varias fuerzas de seguridad como la Guardia Civil y la policía local, que velan por la seguridad ciudadana, especialmente en grandes acontecimientos como conciertos de música, Semana Santa o en la feria.
Alhaurín de la Torre cuenta también con un cuerpo de Bomberos operativo las 24 horas del día en donde se ha inaugurado un nuevo parque de Bomberos en Viñagrande. Actualmente, el retén de bomberos está situado provisionalmente en una nave del polígono industrial, cuarta fase, de 200 m².

## Cultura

### Eventos culturales

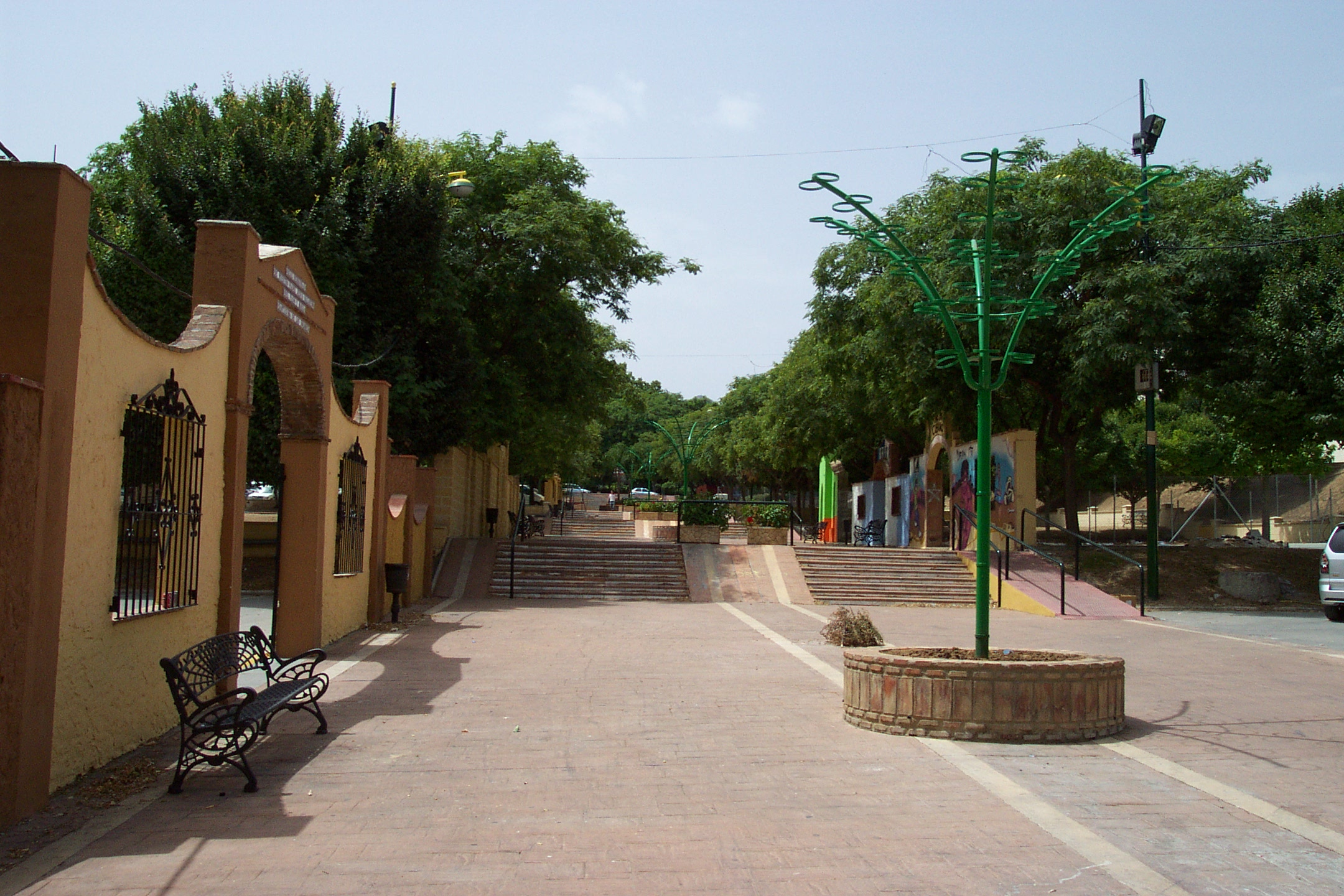
Recinto ferial de Alhaurín de la Torre

- Semana Cultural, organizada por la Asociación Cultural Solera. Cuenta con exposiciones, conferencias, bailes y actuaciones musicales. Esta fiesta se celebra en la última semana de octubre.
- Seminario Internacional de Jazz & Música Moderna. Con once ediciones se ha convertido en el seminario especializado en jazz, más importante de España, atrae a más de 150 alumnos de toda la geografía nacional y Europea. Convirtiéndose cada final de febrero en el pueblo con más swing de España.
- Festival flamenco Torre del Cante. Posee una gran tradición y se celebra una semana anterior al día de San Juan. Este festival tiene un gran prestigio y cuenta con grandes figuras del mundo del cante y baile flamenco.
- El Portón del Jazz, ciclo de conciertos de esta temática, que comenzó su andadura en 1997. Se celebra cada viernes del mes de julio, y suelen ser cuatro conciertos, si bien en el año 2010 solo se han podido efectuar tres, debido a la crisis económica que también afecta a este municipio.
- Paloverde Terraza, espacio idílico situado en La jona donde se celebran conciertos de distintos géneros musicales y exposiciones artísticas desde el año 2009.
- 'La "Agrupación Folclórica Raíces", vinculada al Foro Cultural Raíces y Horizonte, tienen sus Jornadas de Cultura Andaluza, coincidiendo con la Conmemoración del día de Andalucía, presentando muestra de bailes, música, exposiciones, culminando con la Exaltación de la Bandera de Andalucía. A primeros de septiembre, organiza una Muestra de Folclore, en la que son invitados grupos de fuera Andalucía. En diciembre preparando la Navidad, con su "Retablo Navideño", en el que ser representan escenas del Nacimiento del Niño con Villancicos cantados y bailados.
- Feria o Mercadillo Medieval: Se celebra el último fin de semana de mayo. En este mercadillo se recrea la cultura y costumbres que pasaron por nuestro pueblo, así como sus vestimentas. Los puestos están situados en la calle Málaga, calle Mirador de Bellavista y finalizan en la calle Limonar. Cada puesto está dedicado a una temática: pulseras y collares, comida, camisetas… Además, también hay una serie de actuaciones y espectáculos tales como bailes, conciertos con instrumentos de la época, presentaciones de aves, pasacalles, cetrería, combates… Cada participante interpreta un role y se disfraza con los ropajes típicos de la Edad Media. También cuenta con una zona infantil, donde los más pequeños disfrutarán de historias de princesas y caballeros, historias del pasado… y se convierten en los verdaderos protagonistas.

### Fiestas tradicionales
- Cabalgata de Reyes Magos, que se celebra cada 5 de enero
- Día de la Virgen de la Candelaria, que se celebra anualmente el 2 de febrero, aunque el festejo empieza la tarde anterior, cuando se le ofrecen a la Virgen roscas de pan con lazos de colores y, llegada la noche, se procede a la quema de muñecos en una gran hoguera en la plaza central. Al día siguiente, durante la misa, se hace la presentación a la Virgen de los niños nacidos en el último año y terminada dicha celebración, mujeres portan a la Virgen en procesión, repartiendo las roscas bendecidas y recogiendo donativos.
- Día de San Sebastián, se celebra el 20 de enero, cuando se festeja la procesión de San Sebastián, patrón de Alhaurín de la Torre, por las calles de la localidad. Se suceden actos folklóricos y culturales en honor al patrón, con conciertos celebrados por la banda municipal de música, representaciones de bailes regionales por verdiales, la tradicional Diana Floreada, la Ofrenda Floral al Santo, acompañada de coros rocieros, la Santa Misa cantada por la coral Santa Cecilia y culmina con la procesión del Patrón.
- Carnaval, que se celebra un fin de semana entre febrero y marzo cuando se realiza una fiesta de desfiles y disfraces, en donde coros, murgas, comparsas y cuartetos se dan cita en el festival: "Grupos de Carnaval". Antiguamente, se realizaba el "Entierro del Caracol", en donde todos los asistentes participan en una típica degustación gratuita de caracoles en la plaza San Sebastián.
- Semana Santa en Alhaurín de la Torre, declarada de interés turístico de Andalucía. Las imágenes de la Semana Santa se procesionan en tronos llevados a hombro bajo los varales. Alhaurín cuenta con tres cofradías: la hermandad de Nuestro Padre Jesús de la Paz y el Amor y María Santísima de la Esperanza (Pollinica), cuya procesión sale de la finca del Portón hasta la iglesia de San Sebastián, y se realiza en Domingo de Ramos; la Real Hermandad de Nuestro Padre Jesús Nazareno del Paso y María Santísima de los Dolores, conocida tradicionalmente como Los Moraos, cuya procesión se realiza el Jueves Santo y que tiene como momento cumbre la Bendición de Nuestro Padre Jesús en la plaza San Sebastián para todos los vecinos y visitantes; y la Real Antigua y Venerable Cofradía del Santísimo Cristo de la Vera Cruz y Nuestra Señora de la Soledad, conocida como Los Verdes, que se realiza el Viernes Santo. Ese mismo día el Cristo es acompañado en Vía Crucis a su Casa hermandad, donde patrullas de la Legión montan guardia al Cristo de la Vera Cruz hasta llegado el momento del traslado en el que es llevado a pulso por los legionarios hasta la iglesia parroquial para ser entronizado y ya por la noche la procesión. El Domingo de Resurrección cierra la Semana Santa con la salida procesional de Nuestro Padre Jesús Resucitado, donde participan miembros de cada una de las distintas cofradías y la antigua tradición de los apóstoles y otras figuras de "El Paso", rescatada por la Asociación Puente del Rey desde 2010 y que desde 2017 salen el Martes Santo. Cabe destacar que cada una de las cofradías posee sus respectivas Casas-Hermandad. Además hay tres asociaciones culturales de fieles, la de Nuestra Señora de Luz y Ánimas que procesiona el Sábado de Pasión. La de Jesús Caído del Paso y María Santísima de la Amargura, que lo hace el Martes Santo y además una última corporación que se incorpora como es la Asociación de Fieles de Nuestro Padre Jesús de la Columna y María Santísima del Dulce Nombre, contando únicamente con su titular Mariana y sin procesionar en Semana Santa, haciendo en cambio un Rosario Vespertino por las calles del barrio de Carranque.
- Feria de San Juan. Se celebra durante la semana de San Juan, festividad el 24 de junio, y dura cinco días con "feria de día" en el centro urbano y "de noche" en el recinto ferial, con numerosas atracciones y conciertos. En esta feria se realizan también actividades folklóricas y gastronómicas con degustaciones gratuitas.
- Romería de San Juan. El fin de semana siguiente a la feria de San Juan, se celebra la Romería de San Juan, en donde se congregan gentes de todos los lugares venidos para concursar en domas de caballos e intentar ganar el premio a la mejor carreta enjaezada y al mejor paellero.

### Artesanía

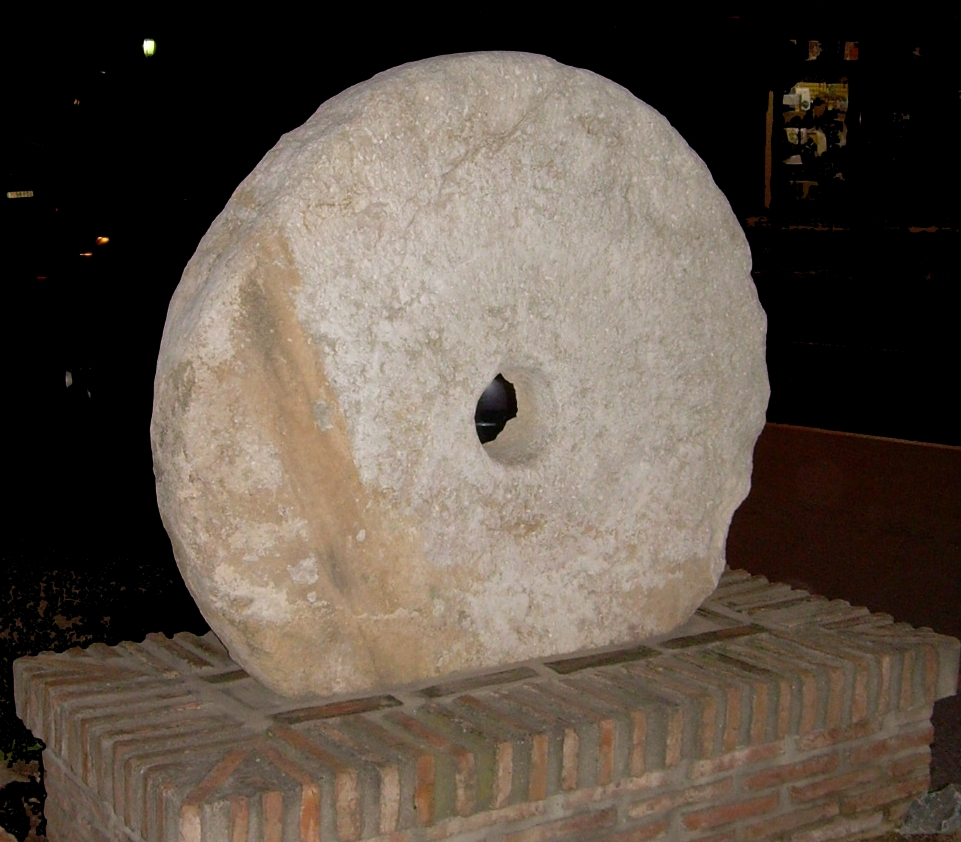
Muela del Molino

Destacan los belenes, la cerámica de diseño, la cerámica terracota y el modelado.

### Gastronomía
Los platos tradicionales de Alhaurín como son: el arroz con castañas, la sopa hervida, las gachas, las sopas cachorreñas, hechas con naranjas cachorreñas y acompañadas con batatas cocidas, y la ensalada de bacalao.
- Arroz con castañas: los ingredientes básicos son: arroz, miel de caña y castañas pilongas. Este plato es muy frecuente en las fiestas de Semana Santa.
- Cachorreñas: son unas sopas que contienen: patatas, bacalao y un "majao" de pimentón, cominos, pan y ajos. Además de acompañarlos con batatas cocidas, se les estruja una naranja cachorreña, de la que recibe su nombre.
- Sopa hervida: es una sopa de pan en remojo, con aceite, ajo, pimientos, cebollas y tomates.
- Gachas: son un plato frío, especialmente típico en la época de verano. Se cocinan con pan frito, agua y harina. También se le puede añadir azúcar o leche.
- Sopa de caldo poncima de Maruja: se hace un refrito con pimiento, tomate y cebolla y se rehoga con una cucharada de pimentón. Se pone a cocer el refrito con agua y patatas. Se le añade pescado y alguna verdura. Se prepara una fuente de barro con rodajas de pan y una rama de hierbabuena. Se echa el caldo poco a poco "poncima". El pan debe absorber todo el caldo.

### Infraestructura cultural y educativa
Destaca la Casa de la Cultura, donde se realizan teatros, exposiciones, charlas, y conciertos.
En materia de cultura, cabe citar la escuela municipal de música, con más de 350 alumnos; la hemeroteca y la biblioteca municipal, situadas en el centro y que amplía su horario en épocas de exámenes; y los distintos grupos y bandas municipales de teatro, bailes populares, música y cornetas y tambores.
Alhaurín de la Torre cuenta con un total de 18 colegios, distribuidos por todo el municipio:
- De educación primaria: los colegios de Los Manantiales, San Juan, Zambrana, Isaac Peral, Santa Ana, Torrijos, Santa Amalia, Clara Campoamor, Algazara, Teralpe, Zapata y San Sebastián.
- De educación secundaria: son el IES Gerald Brenan, el IES Capellanía, IES Huerta Alta y IES Galileo.
- De enseñanza privada: colegio El Pinar'(infantil, primaria, secundaria y bachillerato) y los colegios de El Romeral y El Peñón de enseñanza primaria.

Además, posee varios centros de educación para adultos, uno de ellos situado en el centro de la localidad y otro situado en el Instituto Gerald Brenan, donde también se imparten varios ciclos formativos de grado medio y superior. Cabe destacar también otro centro, ubicado en el Centro Penitenciario, aunque solo para reclusos.
Cabe citar también la "Escuela taller Jabalcuza", creada en 1989 y que cuenta con escuelas taller, casas de oficios y talleres de empleo, en donde se realizan programas de formación para trabajadores municipales, cursos de formación profesional ocupacional o cursos para empresas privadas de Alhaurín de la Torre, organizados por el Ayuntamiento y la Junta de Andalucía.

### Deporte

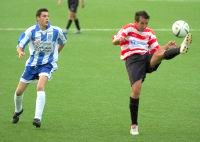
Partido de tercera división del Alhaurín de la Torre contra el histórico Granada C.F. en el año 2005, que acabó con el resultado de 2-1 favorable al Alhaurín

Alhaurín cuenta con varias pistas deportivas, el polideportivo cubierto municipal, la piscina cubierta municipal, carril-bici, campo de tiro, pistas de pádel y de tenis, un campo de golf y un skatepark, y un circuito de Ciclismo BMX.
También es posible practicar senderismo a través de rutas en las montañas de Jabalcuza y Jarapalos o asistir a distintos espectáculos de kick boxing, muay thai y artes marciales.
En deportes de equipo, destaca el fútbol, con varios campos de fútbol 7 y dos estadios, que son el estadio El Pinar y el estadio Los Manantiales con capacidad de 3000 personas y donde juega el Alhaurín de la Torre Club de Fútbol, que juega en la segunda división de Andalucía y el Alhaurín de la Torre B, que juega en el grupo Tercero de la Primera provincial de Málaga.
En baloncesto, el Club Baloncesto Alhaurín de la Torre con equipos en todas las categorías de formación y una apuesta por el baloncesto femenino, y el CB Algazara milita en competiciones regionales son la referencia del Baloncesto alhaurino.
Por último, en fútbol sala cuenta con el equipo CD Victoria Kent, el cual participa en la categoría Sénior Nacional. Así mismo, existe numerosos torneos durante el año, donde tanto niños como mayores tienen la oportunidad de jugar al fútbol y de disfrutar de lo que este conlleva. Uno de los más conocidos recibe el nombre de "Sonámbulos" con la particularidad de que los distintos partidos se juegan por la noche.
En triatlón se han obtenido muy buenos resultados a nivel autonómico y nacional con Beatriz Jiménez, campeona de España de la modalidad en 2007; y Andrés Carnevali del Castillo, bronce europeo por equipos como componente de la selección española de triatlón y subcampeón de España sub-23 en 2010 y campeón de Andalucía 2012, Campeón de Andalucía media distancia en 2016, además de subcampeón de España en media distancia , título obtenido en Valencia en 2016.
En deportes paralímpicos, la yudoca Carmen Herrera obtuvo la medalla de oro en los Juegos Paralímpicos de Atenas 2004, Pekín 2008 y Londres 2012
El club bádminton de Alhaurín de la Torre fue fundado en el año 2002 por el profesor de Educación Física y Entrenador Nacional de bádminton José Mateo Garrido Mérida. En la actualidad sigue prestando los servicios de escuelas deportivas de iniciación y con jugadores participando en competiciones provinciales, regionales y nacionales.

## Ciudades hermanadas
- Nueva Iberia (Estados Unidos)
- Benalmádena (España)
- Ceuta (España)
- La Línea de la Concepción (España)
- Villa Cisneros en Campos de Refugiados de Tinduf (RASD)[42]